# Apicia remorta
Apicia remorta är en fjärilsart som beskrevs av Dyar 1915. Apicia remorta ingår i släktet Apicia och familjen mätare. Inga underarter finns listade i Catalogue of Life.